# 3000 Years of Fantasy and Science Fiction
3000 Years of Fantasy and Science Fiction este o antologie de povestiri de fantezie și științifico-fantastice, editată de scriitorii americani L. Sprague de Camp și Catherine Crook de Camp⁠(d). A fost publicată pentru prima dată atât cu copertă broșată cât și dură de către editura Lothrop Lee & Shepard⁠(d) în 1972.
Cartea a fost prima antologie de acest fel editată de soții de Camps, fiind urmată de Tales Beyond Time (1973).
3000 Years of Fantasy and Science Fiction conține unsprezece povestiri scrise de diverși autori, cu o prefață de Isaac Asimov și o introducere generală a soților de Camps.

## Cuprins
- „Why Read Science Fiction? (Foreword)” – „De ce să citești Science Fiction? (Prefață)" (de Isaac Asimov)
- „Introduction–Beyond the World We Know” – „Introducere – Dincolo de lumea pe care o cunoaștem” (de L. Sprague de Camp și Catherine Crook de Camp)
- „Odiseea” (fragment) (de Homer)
- „Timaios” (fragment) (de Platon)
- „A Journey to the Moon” (text prescurtat) (de Cyrano de Bergerac, prescurtat și tradus de L. Sprague de Camp)
- „The New Accelerator⁠(d)” – „Noul accelerator” (de H.G. Wells)
- „The Cats of Ulthar” (de H.P. Lovecraft)
- „Odiseea marțiană” (de Stanley G. Weinbaum)
- „Helen O’Loy” (de Lester del Rey)
- „The Cold Equations” (de Tom Godwin)
- „A Gun for Dinosaur” (de L. Sprague de Camp)
- „Before Eden” (de Arthur C. Clarke)
- „Ultima întrebare” (de Isaac Asimov)

## Recepție
Marguerite B. Burgess, în Library Journal⁠(d), a numit cartea „o colecție solidă de povestiri științifico-fantastice clasice”, dar „nu conține nimic nou pentru fanii experimentați ai SF-ului”. Ea a considerat că lucrarea lui Lovecraft este „destul de slabă” și a pus sub semnul întrebării includerea Odiseei, „o alegere exagerată”, dar a considerat că „notele de subsol ale [soților] de Camp... [sunt] bune și informative, oferind perspectivă istorică”. Ea a recomandat-o ca pe o carte pe care „bibliotecarii ar trebui s-o comande... pentru cititorii lor de la liceu”.
Într-o a doua recenzie din Library Journal, Frances Postell a găsit cartea „[o] colecție obișnuită de povestiri științifico-fantastice” cu fragmente grecești antice „prea scurte” și povestirea lui Bergerac „prea lungă”. Ea a considerat selecțiile moderne „concise și nu adesea culese în antologii” și a remarcat că introducerea „oferă o istorie capsulă a genului”. Ea a simțit că „va interesa elevii [avizi] de fantasy și science fiction”.
The Christian Century⁠(d) a numit-o „o antologie care merită remarcată și deținută”.